# Nicola Francesco Haym

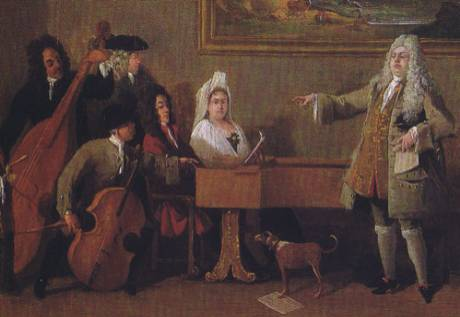
Nicola Francesco Haym am Cembalo mit dem Kastraten Nicolo Grimaldi. Marco Ricci, Eine Opernprobe (Bildausschnitt, ca. 1709)

Nicola Francesco Haym (auch Haim) (* 6. Juli 1678 in Rom; † 31. Juli 1729 in London) war ein italienischer Cellist, Komponist, Librettist, Theatermanager und Autor literarischer Werke.

## Leben
Nicola Haym entstammte einer deutschen Musikerfamilie: Sein Vater Sebastian Haim, ein Instrumentenbauer aus Füssen in Bayern, war Mitte des 17. Jahrhunderts nach Italien ausgewandert, hatte sich in Rom niedergelassen und die Römerin Barbara Turpini geheiratet. Dort kam als erster Sohn Giovanni Antonio Haym zur Welt, welcher später in Rom u. a. als freischaffender Violoncellist arbeitete.
Nicola Haym gilt als ein Schüler seines älteren Bruders Giovanni Antonio, als auch Arcangelo Corellis und ist zwischen 1694 und 1700 als Cellist im Orchester des Kardinals Pietro Ottoboni nachgewiesen. Von Ottoboni erhielt Haym erste Kompositionsaufträge, darunter zwei Oratorien, eine Motette und möglicherweise eine Serenata. Seine zwischen 1698 und 1699 komponierten Triosonaten wurden 1703 und 1704 in Amsterdam veröffentlicht. 1701 reiste er mit seinem Freund Nicola Cosimi nach London,  die beiden waren zuerst in den Diensten von Wriothesley Russell, 2. Herzog von Bedforddes und James Brydges, 1. Duke of Chandos. Dem Herzog widmete Haym vier Solosonaten mit Bass, die 1710 veröffentlicht wurden. Danach war er Cellist am Drury Lane Theatre und am Queen’s Theatre, sowie als Manager seiner Frau, der Sängerin Joanna Maria Baroness Linchenham tätig.
Ab 1713 schrieb oder bearbeitete er zahlreiche Libretti, die Georg Friedrich Händel seinen Opern Flavio, Giulio Cesare, Ottone, Radamisto, Rodelinda, Siroe, Tamerlano, Teseo und Tolomeo zugrunde legte.
Von 1722 bis 1728 war er nach Paolo Antonio Rolli Sekretär der Royal Academy of Music, ebenso stand er in dieser Zeit Attilio Ariosti und Giovanni Bononcini als Librettist zur Seite.
Kurz vor seinem Tod konnte Haym seine sechsbändige General History of Musick fertigstellen, die verschollen ist. Darüber hinaus verfasste der vielseitig tätige Haym ein numismatisches Buch über alte englische Münzen Del tesoro britannico parte prima, welches das erste seiner Art in England war.

## Werke

### Opern
- Camilla (nach Giovanni Bononcini: Il trionfo di Camilla, 1706, London)
- Pyrrhus and Demetrius (nach Alessandro Scarlatti: Pirro e Demetrio, 1708, London)
- Etearco (nach Giovanni Bononcini: Etearco, 1711, London)
- Dorinda (nach Carlo Francesco Pollarolo: La fede riconosciuta, 1712, London)
- Creso, re di Lidia (nach Girolamo Polani: Creso tolto a le fiamme, 1714, London)
- Lucio Vero, imperatore di Roma (nach Tomaso Albinoni: Lucio Vero, 1715, London)

### Andere Vokalwerke
- Il reciproc’amore di Tirsi e Clori (serenata per soprano, contralto, archi e basso continuo)
- Alma non ho di pietra (cantata)
- Aprimi il petto amore (cantata per contralto e basso continuo)
- Belle spiaggie latine (cantata per una voce e basso continuo)
- E’ qual invido velo (cantata per soprano, 2 flauti e basso continuo)
- Lontan dall’idol mio (cantata per soprano, 2 violini e basso continuo)
- Mentre in tacito orrore (cantata per una voce e basso continuo)
- Se sto lungi (cantata)
- Se tiranno il bendato bambin (cantata per soprano e basso continuo)
- Ode of Discord (cantata per basso, 2 violini e basso continuo)

### Sakralwerke
- David sponsae restitutus (oratorio, libretto di Fabio Posterla, Rom, 1699)
- I due luminari del Tebro (oratorio, libretto di A. Spagna, Rom, 1700)
- Servizio per la settimana santa (1700)
- Ad arma mortales (mottetto, 1700)
- 6 inni per canoni (1716)
- O Lord our governour per soprano, 2 violini, viola e basso continuo
- The earth is the Lord’s per soprano, 2 violini, viola e basso continuo
- The Lord si the King per soprano oboe, violino solo, 2 violini e basso continuo
- O praise the lord in his holiness per soprano, oboe, flauto, violino solo, violoncello solo, 2 violini e basso continuo
- Have mercy upon me, O God per soprano e 2 bassi con flauto, 2 violini e basso continuo
- A sing unto the Lord a new song per soprano e basso con flauto, violino solo, violone solo, 2 violini e basso continuo

### Instrumentalwerke
- Op. 1: 12 Sonate à trè cioè due Violini, e Violóne ò Cembalo (Druck: Estienne Roger, Amsterdam 1703)
- Op. 2: 12 Sonate a trè, cioè Violini, Flauti, Violoncello e Basso continuo per il Cembalo (Druck: Estienne Roger, Amsterdam 1704)
- 4 Sonate aus 6 Sonate da Camera a Flauto Traversa, Haubois o Violino solo di Nicola Francesco Haim Romano e M. Bitti (Druck: Estienne Roger, Amsterdam ca. 1710)
- 2 Sonate für Violoncello und Basso continuo (ca. 1700)[1]

### Libretti
Allesamt für Opern von Georg Friedrich Händel.
- Teseo
- Radamisto
- Ottone
- Flavio, re de’ Longobardi
- Giulio Cesare in Egitto
- Tamerlano (nach einem vorliegenden Libretto von Agostino Piovene)
- Rodelinda, regina de’ Longobardi (nach einem vorliegenden Libretto von Antonio Salvi)
- Siroe
- Tolomeo